# Stanisław Paluch
Stanisław Paluch (ur. 26 stycznia 1954 we wsi Krępa) – polski niepełnosprawny lekkoatleta, mistrz paraolimpijski.

## Życiorys
W 1962 roku doznał uszkodzenia ciała w wyniku eksplozji granatu, który odnalazł na polach wsi Krępa. Od czerwca do sierpnia 1962 roku przebywał w szpitalu – w wyniku wypadku utracił nogę i rękę, a także doznał uszkodzeń palców drugiej ręki. Ukończył Technikum Ekonomiczne przy Zakładzie Szkolenia i Rehabilitacji Inwalidów we Wrocławiu. Tam zaczął uprawiać sport (lekkoatletykę i podnoszenie ciężarów) oraz poznał swoją przyszłą żonę Alicję, pochodzącą z Elbląga. Niebawem przeniósł się do tego miasta, zostając tam m.in. zawodnikiem klubu Start Elbląg.
Uczestnik Letnich Igrzysk Paraolimpijskich 1980 w Arnhem (startował w zawodach kategorii J). Zwyciężył w pchnięciu kulą (8,77 m) i rzucie dyskiem (26,24 m), a także wywalczył brązowy medal w rzucie oszczepem (22,58 m).
W Elblągu był działaczem społecznym i zaopatrzeniowcem w Spółdzielni Inwalidów „Postęp”. Wyemigrował później na stałe do Niemiec.